# 케이트 호지
케이트 호지(Kate Hodge, 1966년 1월 2일 ~ )는 미국의 텔레비전 배우, 영화배우, 배우, 영화 프로듀서이다.
버클리에서 태어났다.

## 영화
- 엑소시스트: 더 데빌 (2023년) - 멜로디 베이츠 목사 역
- 바닷가의 쥐들 (2017년)
- 브라더스 키퍼 (1998년)
- 워킹 (1997년)
- 콴텀 66 (1996년)
- 크로푸트 (1995년)
- 히든 2 (1994년)
- 죽음의 향기 (1993년)
- 래피드 화이어 (1992년)
- 사랑과 의혹 (1991년)
- 법과 질서 (1990년)
- 늑대 미녀 (1990년)
- 텍사스 전기톱 학살 3 (1990년) - 미쉘 역